# Klaus Grochowiak
Klaus Grochowiak  (* 27. Oktober 1950 in Berlin; † 12. April 2020 in Frankfurt am Main) war ein deutscher Kommunikations- und Management-Coach und Buchautor sowie Verfasser etlicher Fachartikel. Er war u. a. Mitglied im Deutschen Verband für Neuro-Linguistisches Programmieren (DVNLP) sowie in der International NLP Trainers Association (INLPTA) und gründete 1990 in Wiesbaden die „Creative NLP Academy“ (CNLPA), die er bis zur Schließung zum Jahresende 2017 leitete.

## Leben
Klaus Grochowiak wuchs als ältester von fünf Halbbrüdern auf. In den Jahren 1969 bis 1975 studierte Grochowiak politische Wissenschaften und schrieb seine Diplomarbeit zu dem Thema „Die Kontext-Wert-Logik als formales Modell der Modellierung der Ware-Geld-Beziehung bei Marx“. Er wurde für eine Berliner Broker-Firma tätig und verkaufte fortan Warentermin-Kontrakte. Später arbeitete er in der Schweiz und London in derselben Branche.
Seinen ersten NLP-Lehrgang absolvierte Grochowiak in der Schweiz bei Richard Bandler. Anschließend ließ er sich als NLP-Master, -Trainer und zusätzlich in Human Design Engineering in San Diego/USA ausbilden. Er wiederholte die Trainer-Ausbildung bei Chris Hall, die er in San Diego als Co-Trainerin kennengelernt hatte.
Zurück in Deutschland 1986, war Grochowiak dann für ca. zweieinhalb Jahre beim Horst-Rückle-Team als Kommunikations- und Management-Trainer tätig. 1987/88 bot er seinen ersten eigenen NLP-Practitioner-Kurs an; am 1. Januar 1990 gründete Grochowiak die Creative NLP Academy. Das von Grochowiak verfasste Practitioner- sowie auch das Master-Handbuch sind aus den wiederholt ergänzten und überarbeiteten Seminarunterlagen hervorgegangen.
1992 lernte er Ulf Pitthan und Katharina Stresius als Teilnehmer seines Master-Kurses kennen: Mit ihnen kam er erstmals mit dem ganzen Bereich der systemischen Familien-Therapie und Aufstellungsarbeit (Familienaufstellung) in Kontakt. Grochowiak seinerseits absolvierte daraufhin eine systemische Ausbildung bei den beiden und bot dann mit ihnen gemeinsam erst im Frankfurter Raum, dann in ganz Deutschland Seminare unter dem Titel „NLP und systemische Familienaufstellungen“ an – daraus ist in Folge das Buch „NLP & das Familien-Stellen“ entstanden.
Parallel zu den angebotenen Ausbildungen, Workshops, Seminaren und Coachings hat Grochowiak weiterhin Bücher geschrieben. Sein Verständnis von NLP und Training hat er in einem Buch „Framing – NLP-Wissen für Trainer“ (4 Bände) zusammengefasst; dieses stellt das Hauptwerk seiner letzten Jahre dar.

## Werke (Auswahl)
- Das NLP-Practitioner Handbuch. Junfermann 1995, 2. Auflage 2007, ISBN 978-3-87387-225-7
- mit Katja Dyckhoff: Der Neugier-Erfolgs-Loop. Junfermann 1996, ISBN 978-3-87387-314-8
- mit Susanne Haag: Vom Glück und anderen Sorgen. Scherz 1996, ISBN 978-3-502-15275-0
- Das NLP-Master Handbuch. Junfermann 1999; CNLPA 2010, ISBN 978-3-87387-411-4
- mit Stefan Heiligtag: Die Magie des Fragens. Junfermann 2002, ISBN 978-3-87387-498-5; CNLPA 2011, ISBN 978-3-00-033080-3
- mit Katharina Stresius, Joachim Castella: NLP und das Familien-Stellen. Junfermann 2001, ISBN 978-3-87387-450-3; CNLPA 2013, ISBN 978-3-00-040726-0
- mit Joachim Castella: Systemdynamische Organisationsberatung. Carl-Auer 2001, ISBN 978-3-89670-180-0
- mit Susanne Haag: Das Arbeitsbuch zur Practitioner-Ausbildung NLP. 2. Auflage, CNLPA 2003, ISBN 3-00-012266-4; CNLPA 2007, ISBN 978-3-00-012266-8
- Framing – NLP-Wissen für Trainer (Band I – Theoretische Grundlagen); CNLPA 2011, ISBN 978-3-00-035273-7
- Framing – NLP-Wissen für Trainer (Band II – Das 4-Mat-System); CNLPA 2012, ISBN 978-3-00-036749-6
- Framing – NLP-Wissen für Trainer (Band III – Frames für NLP-Themen); CNLPA 2013, ISBN 978-3-00-042471-7
- Framing – NLP-Wissen für Trainer (Band IV – Situativ anwendbare Frames und Trainer-Identität); CNLPA 2015, ISBN 978-3-00-048998-3